# 엔리코 카사로사
엔리코 카사로사(이탈리아어: Enrico Casarosa, 1971년 11월 20일 ~ )는 이탈리아의 스토리보드 아티스트이다.